# Lena Moukhina
Pour les articles homonymes, voir Moukhina.
Elena Vladimirovna Moukhina (en russe : Елена Владимировна Мухина), née le 21 novembre 1924 à Oufa et morte le 5 août 1991 à Moscou, est une écrivaine russe.

## Biographie
Elle est devenue célèbre grâce à son journal intime, écrit lors du siège de Léningrad. Elle avait alors 16 ans. Elle y raconte sa vie quotidienne, ses peurs et ses espoirs.
La rédaction du journal prend fin le 25 mai 1942, probablement lorsque Léna est évacuée de la ville.
Le journal est donné aux Archives par un anonyme en 1962 et est redécouvert par l'historien Sergeï Iarov. Il est ensuite publié en URSS (Сохрани мою печальную историю) et dans divers pays.